# 秋溪镇
秋溪镇是中華人民共和國江西省抚州市临川区下属的一个鎮。秋溪镇内崇仁河与宜黄河穿过。属亚热带气候，江南丘陵地带，山地众多属红壤地。森林覆盖率高达80%先主要种植水稻，棉花。经济作物主要为油菜，西瓜。
现辖梓溪，东溪，吴家店，上下阳，洪坊，邓家，余家，李家，许家。人口两万余人。（据全国第五次人口统计实为人数24438人）

## 行政区划
该镇下辖12个行政村：博溪、洪坊、吴家店、上阳、邱坊、大路、东溪、梓溪、棠溪、罗田、圆石、李家，总人口约22000人，面积54.71平方公里，生产型态以农业生产及手工业为主。